# テトラヒドロキシナフタレンレダクターゼ
テトラヒドロキシナフタレンレダクターゼ（tetrahydroxynaphthalene reductase）は、次の化学反応を触媒する酸化還元酵素である。
シタロン + NADP+ {\displaystyle \rightleftharpoons } 1,3,6,8-テトラヒドロキシナフタレン + NADPH + H+
反応式の通り、この酵素の基質はシタロンとNADP+、生成物は1,3,6,8-テトラヒドロキシナフタレンとNADPHとH+である。
組織名はscytalone:NADP+ δ5-oxidoreductaseである。